# Премия Голдманов в области охраны окружающей среды
Премия Голдманов в области охраны окружающей среды  (англ. The Goldman Environmental Prize) — это премия, ежегодно присуждаемая активистам по защите окружающей среды. Она присуждается для каждого представителя из шести регионов мира: Африка, Азия, Европа, острова и островные государства, Северная Америка, Южная и Центральная Америка. Награда присуждается Экологическим фондом Голдмана со штаб-квартирой в Сан-Франциско, штат Калифорния.
Неофициальное название — Зелёный Нобель (Green Nobel).

## История

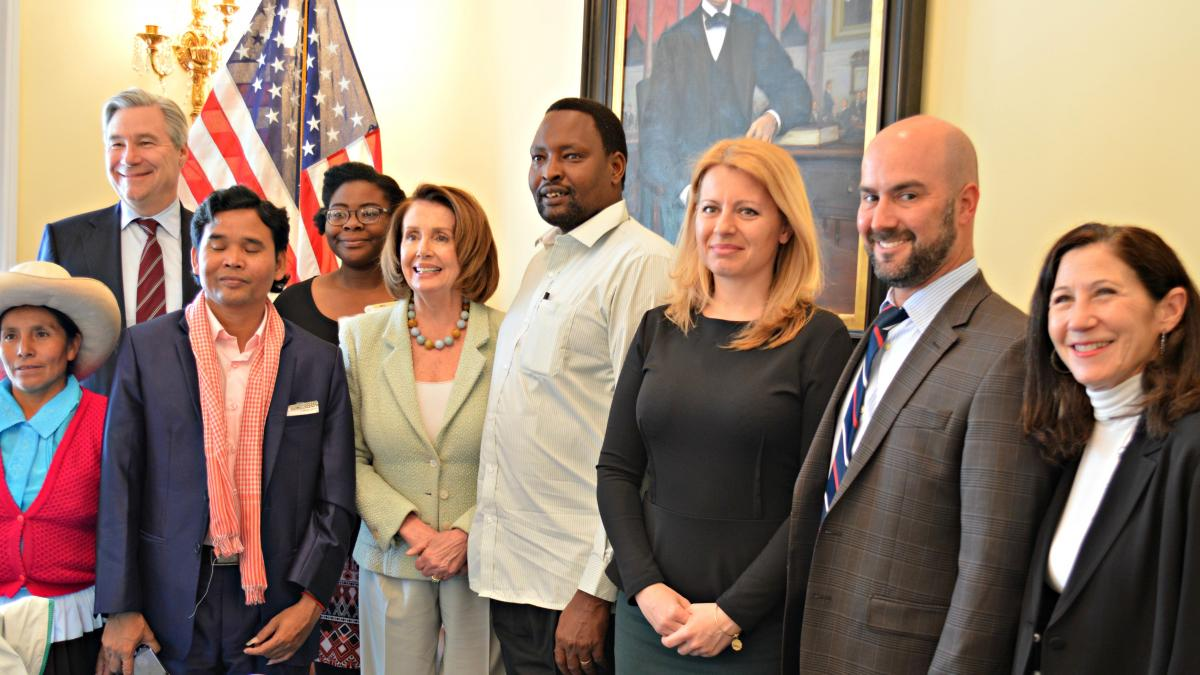
Лауреаты премии 2016 года награждены из рук конгрессмена-демократа Нэнси Пелоси, что свидетельствует о поддержке премии со стороны Демократической партии США

Экологическая премия Голдмана была учреждена в 1989 году филантропами Ричардом Голдманом (Richard Goldman) и Рода Голдман (Rhoda Haas Goldman).
на 2019 год сумма вознаграждения составляет 200 тысяч долларов США.
Победители выбираются международным жюри, которое получает конфиденциальные кандидатуры от всемирной сети экологических организаций и частных лиц.
Лауреаты премии участвуют в 10-дневном туре по городам Сан-Франциско и Вашингтон, для церемонии награждения, презентации, пресс-конференций, брифингов для СМИ и встреч с политическими, государственными политиками, финансовыми и экологическими лидерами. Церемония награждения включает короткие документальные видеоролики о каждом победителе, рассказанные Робертом Редфордом.

## Лауреаты премии
1990
- Роберт Браун (Австралия)
- Лоис Гиббс (Соединенные Штаты Америки)
- Джанет Гибсон (Белиз)
- Харрисон Нгау Лаинг (Малайзия)
- Янош Варга (Венгрия)
- Майкл Верихе (Кения)

1991
- Wangari Muta Maathai (Кения)
- Barnens Regnskog (Eha Kern & Roland Tiensuu) (Швеция)
- Эваристо Нугкуаг (Перу)
- Ёити Курода (Япония)
- Сэмюэль Лабуд (Соединенные Штаты Америки)
- Кэт Уоллес (Новая Зеландия)

1992
- Маргарет Джейкобсон и Гарт Оуэн-Смит (Намибия)
- Хуан Майр (Колумбия)
- Дай Цин (Китай)
- Джон Синклер (Австралия)
- Джоанн Талл (Соединенные Штаты Америки)

1993
- Мэтью Кун Ком (Канада)
- Tuenjai Deetes (Таиланд)
- Лайла Искандер Камель (Египет)
- Луис Макас (Эквадор)
- Хеффа Шюкинг (Германия)
- Эндрю Симмонс (Сент-Винсент и Гренадины)
- Забелин, Святослав Игоревич

1995
- Аврора Кастильо (Соединенные Штаты Америки)
- Юл Чой (Корея)
- Ной Идечонг (Палау)
- Эмма Муст (Англия)
- Рикардо Наварро (Сальвадор)
- Кен Саро-Вива (Нигерия)

1996
- Ндякира Амути (Уганда)
- Билл Баллантайн (Новая Зеландия)[7]
- Эдвин Бустильос (Мексика)
- MC Mehta (Индия)
- Марина Сильва (Бразилия)
- Албена Симеонова (Болгария)

1997
- Ник Картер (Замбия)
- Луар Ботор Дингит (Индонезия)
- Никитин, Александр Константинович
- Хуан Пабло Оррего (Чили)
- Fuiono Senio & Paul Alan Cox (Западное Самоа)
- Терри Сверинген (Соединенные Штаты Америки)

1998
- Анна Джордано (Италия)
- Кори Джонсон (Соединенные Штаты Америки)
- Берито Куварува (Колумбия)
- Атертон Мартин (Содружество Доминики)
- Свен «Бобби» Пик (ЮАР)
- Хирофуми Ямасита (Япония)

1999
- Жаки Катона и Ивонна Маргарула (Австралия)
- Михал Кравчик (Словакия)
- Бернард Мартин (Канада)
- Самуэль Нгуиффо (Камерун)
- Хорхе Варела (Гондурас)
- Ка Хсо Ва (Мьянма)

2000
- Орал Атаниязова (Узбекистан)
- Элиас Диас Пенья и Оскар Ривас (Парагвай)
- Вера Мищенко
- Родольфо Монтиэль Флорес (Мексика)
- Александр Пил (Либерия)
- Nat Quansah (Мадагаскар)

2001
- Джейн Акре и Стив Уилсон (репортер) (Соединенные Штаты Америки)
- Йосефа Аломанг (Индонезия)
- Гиоргос Кацадоракис и Мирсини Малаку (Греция)
- Оскар Оливера (Боливия)
- Эжен Рутагарама (Руанда)
- Бруно Ван Петегем (Новая Каледония)

2002
- Писит Чарнснох (Таиланд)
- Сара Джеймс и Джонатон Соломон (Соединенные Штаты Америки)
- Фатима Джибрелл (Сомали)
- Алексис Массол Гонсалес (Пуэрто-Рико)
- Норма Касси (Канада)
- Жан Ла Роуз (Гайана)
- Ядвига Лопата (Польша)

2003
- Джулия Бондс (Соединенные Штаты Америки)
- Педро Арройо-Агудо (Испания)
- Эйлин Кампакута Браун и Эйлин Вани Уингфилд (Австралия)
- Фон Эрнандес (Филиппины)
- Мария Елена Форонда Фарро (Перу)
- Одига Одига (Нигерия)

2004
- Рудольф Аменга-Этего (Гана)
- Рашида Би и Чампа Деви Шукла (Индия)
- Ливия Груэсо (Колумбия)
- Манана Кочладзе (Грузия)
- Деметрио ду Амарал де Карвалью (Восточный Тимор)
- Марги Ричард (Соединенные Штаты Америки)

2005
- Исидро Бальденегро Лопес (Мексика)
- Кайша Атаханова (Казахстан)
- Жан-Батист Шаванн (Гаити)
- Стефани Даниэль Рот (Румыния)
- Корнель Эванго (Конго)
- Хосе Андрес Тамайо Кортес (Гондурас)

2006
- Сайлас Кпанан Сиакор (Либерия)[8]
- Ю Сяоган (Китай)
- Оля Мелен (Украина)
- Анна Каджир (Папуа-Новая Гвинея)
- Крейг Э. Уильямс (Соединенные Штаты Америки)
- Тарчизио Фейтоса да Силва (Бразилия)

2007
- София Рабляускас (Манитоба, Канада)
- Hammerskjoeld Simwinga (Замбия)
- Цецгиджин Менхбаяр (Монголия)
- Хулио Кусуричи Паласиос (Перу)
- Вилли Кордуфф (Ирландия)
- Орри Вигфуссон (Исландия)

2008
- Пабло Фахардо и Луис Янза (Эквадор)[9][10][11]
- Хесус Леон Сантос (Оахака, Мексика)
- Роза Хильда Рамос (Пуэрто-Рико)
- Феличиано душ Сантуш (Мозамбик)
- Марина Рихванова
- Игнас Шопс из " Hoge Kempen National Park " (Бельгия)

2009
- Мария Ганное, Боб Уайт, Западная Вирджиния, США[12]
- Марк Она, Либревиль, Габон
- Ризвана Хасан, Дакка, Бангладеш
- Ольга Сперанская
- Ююн Исмавати, Денпасар, Бали, Индонезия
- Ванце Эдуардс и Уго Джабини, деревня Пикин Сли и Парамарибо, Суринам

2010
- Блеск Тули Макама, Свазиленд[13]
- Туй Сереиватхана, Камбоджа
- Малгожата Гурска, Польша
- Умберто Риос Лабрада, Куба
- Линн Хеннинг, Соединённые Штаты Америки
- Рандалл Арауз, Коста-Рика

2011
- Рауль дю Туа, Зимбабве[14]
- Дмитрий Лисицын,
- Урсула Сладек, Германия
- Приги Арисанди, Индонезия
- Hilton Kelley, Соединённые Штаты Америки
- Франсиско Пинеда, Сальвадор

2012
- Икал Ангелей, Кения[15]
- Ма Цзюнь, Китай[16]
- Чирикова, Евгения Сергеевна, [17]
- Эдвин Гаригуэс, Филиппины[18]
- Кэролайн Кэннон, Соединённые Штаты Америки[19]
- София Гатика, Аргентина[20]

2013
- Аззам Алваш, Ирак[21]
- Алета Баун, Индонезия[22]
- Джонатан Дил, Южно-Африканская Республика[23]
- Россано Эрколини, Италия[24]
- Нора Падилья, Колумбия[25]
- Кимберли Вассерман, Соединённые Штаты Америки[26]

2014
- Десмонд Д’Са, Южно-Африканская Республика[27]
- Рамеш Агравал, Индия[28]
- Сурен Газарян, [29]
- Руди Путра, Индонезия[30]
- Хелен Слоттье, Соединённые Штаты Америки[31]
- Рут Буэндиа, Перу[32]

2015
- Миинт Зоу, Мьянма[33]
- Мэрилин Батист, Канада[34]
- Жан Винер, Гаити[35]
- Филлис Омидо, Кения[36]
- Говард Вуд, Шотландия[37]
- Берта Касерес, Гондурас[38]

2016
- Максима Акунья, Перу[39]
- Зузана Чапутова, Словакия[40]
- Луис Хорхе Ривера Эррера, Пуэрто-Рико[41]
- Эдвард Лур, Танзания[42]
- Ленг, Камбоджа[43]
- Дэстин Уотфорд (США)[44]

2017
- Венди Боуман, Австралия[45]
- Родриг Мугарука Катембо, Демократическая Республика Конго[46][47]
- Марк Лопес , Соединённые Штаты Америки[48]
- Урош Мацерл, Словения[49]
- Прафулла Самантара, Индия[50][51]
- Родриго Тот, Гватемала[52]

2018
- Мэнни Калонзо, Филиппины
- Франсия Маркес, Колумбия
- Нгу Тхи Хан, Вьетнам
- LeeAnne Walters, Соединённые Штаты Америки
- Макома Лекалакала и Лиз МакДейд, Южно-Африканская Республика
- Клэр Нувьян, Франция[53]

2019
- Баярджаргал Агваанцерен,
- Альфред Браунелл,
- Альберто Курамил,
- Жаклин Эванс,
- Линда Гарсия,
- Ана Колович Лесоска, [3]

2020
- Чибезе Иезекииль (Гана)
- Кристал Амброз (Багамские Острова)
- Лейди Печ (Мексика)
- Люси Пинсон (Франция)
- Немонте Ненкимо (Эквадор)
- Пол Сейн Тва (Мьянма)[54]